# Чемпионат России по греко-римской борьбе 2012
Чемпионат России по греко-римской борьбе 2012 года прошёл в Саранске 11 мая.

## Медалисты
| Категория | Золото                                | Серебро                              | Бронза                                                                    |
| --------- | ------------------------------------- | ------------------------------------ | ------------------------------------------------------------------------- |
| до 55 кг  | Мингиян Семёнов Красноярский край     | Назир Манкиев Красноярский край      | Степан Марянян Москва, Краснодар Расул Бекух Адыгея                       |
| до 60 кг  | Заур Курамагомедов Ростовская область | Ибрагим Лабазанов Санкт-Петербург    | Иван Куйлаков Тверь, Новосибирск Аслан Абдуллин Москва                    |
| до 66 кг  | Мигран Арутюнян Москва                | Юрий Денисов Санкт-Петербург, Ростов | Василий Луков Новосибирск, Иркутск Адам Курак Красноярский край           |
| до 74 кг  | Имиль Шарафетдинов Москва             | Ильяс Магомадов Москва               | Константин Шипаев Красноярский край Билан Нальгиев Москва                 |
| до 84 кг  | Алан Хугаев Москва, Северная Осетия   | Алексей Мишин Мордовия               | Олег Шокалов Краснодарский край Заур Карежев Москва                       |
| до 96 кг  | Рустам Тотров Тюмень, Северная Осетия | Никита Мельников Красноярский край   | Константин Ефимов Хабаровский край, Москва Максим Сафарян Санкт-Петербург |
| до 120 кг | Александр Анучин Новосибирск, Воронеж | Шохрудди Аюбов Москва                | Алихан Аюбов Москва Владимир Ильницкий Тюмень                             |